# 10ns Premis Tony
La 10a edició anual dels Premis Tony va tenir lloc al Grand Ballroom del Plaza Hotel l'1 d'abril de 1956. El mestre de cerimònies va ser Jackety Wackety.

## Cerimònia
La presentadora va ser Helen Hayer, que era la Presidenta de la President of the American Theatre Wing, així com diversos dels nominats. Jack Carter va presentar la primera part de la cerimònia, i Helen Hayes la segona. Van assistir-hi més de 500 persones.
Per primera vegada, la cerimònia va ser emesa per televisió, a través del DuMont Channel 5 a la ciutat de Nova York, en un esforç per crear "un major interès del públic en la cerimònia de lliurament de premis més important de Broadway". També, per primera vegada, els nominats van ser anunciats abans de la cerimònia.
La música va córrer a càrrec de Meyer Davis i his Orchestra.

## Guanyadors i nominats
Fonts: Infoplease; BroadwayWorld

### Producció
Els guanyadors estan indicats en negreta
Obra Destacada
- The Diary of Anne Frank de Frances Goodrich i Albert Hackett. Producció de Kermit Bloomgarden.
- Bus Stop de William Inge. Producció de Robert Whitehead i Roger L. Stevens.
- Cat on a Hot Tin Roof de Tennessee Williams. Producció de The Playwrights' Company
- Tiger at the Gates de Jean Giraudoux, adaptació de Christopher Fry. Producció de Robert L. Joseph, The Playwrights' Company, i Henry M. Margolis.
- The Chalk Garden de Enid Bagnold. Producció de Irene Mayer Selznick.

Musical Destacat
- Damn Yankees de George Abbot i Douglass Wallop. Música de Richard Adler i Jerry Ross. Producció de Frederick Brisson, Robert Griffith, i Harold S. Prince en associació amb Albert B. Taylor.
- Pipe Dream. LLibret i lletres de Oscar Hammerstein II, Música de Richard Rodgers. Producció de Rodgers i Hammerstein.

### Actuació
Actor Dramàtic Distingit
- Paul Muni (Inherit the Wind)
- Ben Gazzara (A Hatful of Rain)
- Boris Karloff (The Lark)
- Michael Redgrave (Tiger at the Gates)
- Edward G. Robinson (Middle of the Night)

Actriu Dramàtica Distinguida
- Julie Harris (The Lark)
- Barbara Bel Geddes (Cat on a Hot Tin Roof)
- Gladys Cooper (The Chalk Garden)
- Ruth Gordon (The Matchmaker)
- Siobhán McKenna (The Chalk Garden)
- Susan Strasberg (The Diary of Anne Frank)

Actor de Musical Distingit
- Ray Walston (Damn Yankees)
- Stephen Douglass (Damn Yankees)
- William Johnson (Pipe Dream)

Actriu de Musical Distingida
- Gwen Verdon (Damn Yankees)
- Carol Channing (The Vamp)
- Nancy Walker (Phoenix '55)

Actor Dramàtic de Repartiment Distingit
- Ed Begley (Inherit the Wind)
- Anthony Franciosa (A Hatful of Rain)
- Andy Griffith (No Time for Sergeants)
- Anthony Quayle (Tamburlaine the Great)
- Fritz Weaver (The Chalk Garden)

 Actriu Dramàtica de Repartiment Distingida
- Una Merkel (The Ponder Heart)
- Diane Cilento (Tiger at the Gates)
- Anne Jackson (Middle of the Night)
- Elaine Stritch (Bus Stop)

 Actor de Musical de Repartiment Distingit
- Russ Brown (Damn Yankees)
- Mike Kellin (Pipe Dream)
- Will Mahoney (Finian's Rainbow)
- Scott Merrill (The Threepenny Opera)

 Actriu de Musical de Repartiment Distingida
- Lotte Lenya (The Threepenny Opera)
- Rae Allen (Damn Yankees)
- Pat Carroll (Catch a Star!)
- Judy Tyler (Pipe Dream)

### Equip
Director Destacat
- Tyrone Guthrie (The Matchmaker)
- Joseph Anthony (The Lark)
- Harold Clurman (Bus Stop / Pipe Dream / Tiger at the Gates)
- Tyrone Guthrie (The Matchmaker / Six Characters in Search of an Author / Tamburlaine the Great)
- Garson Kanin (The Diary of Anne Frank)
- Elia Kazan (Cat on a Hot Tin Roof)
- Albert Marre (The Chalk Garden)
- Herman Shumlin (Inherit the Wind)

 Coreograf Destacat
- Bob Fosse (Damn Yankees)
- Robert Alton (The Vamp)
- Boris Runanin (Phoenix '55 / Pipe Dream)
- Anna Sokolow (Red Roses for Me)

Dissenyador d'Escenografia
- Peter Larkin (Inherit the Wind / No Time for Sergeants)
- Boris Aronson (The Diary of Anne Frank / Bus Stop / Once Upon a Tailor / A View from the Bridge)
- Ben Edwards (The Ponder Heart / Someone Waiting / The Honeys)
- Jo Mielziner (Cat on a Hot Tin Roof / The Lark / Middle of the Night / Pipe Dream)
- Raymond Sovey (The Great Sebastians)

Dissenyador de Vestuari
- Alvin Colt ('Pipe Dream)
- Mainbocher (The Great Sebastians)
- Alvin Colt (The Lark / Phoenix '55 / Pipe Dream)
- Helene Pons (The Diary of Anne Frank / Heavenly Tguardons / A View from the Bridge)

Millor director musical
- Hal Hastings (Damn Yankees)
- Salvatore Dell'Isola (Pipe Dream)
- Milton Rosenstock (The Vamp)

Tècnics d'escenari
- Harry Green, electricista i tècnic de so, (Middle of the Night / Damn Yankees)
- Larry Bland, fuster, (Middle of the Night / The Ponder Heart / Porgy and Bess)

## Premis especials
- City Center
- Fourth Street Chekov Theatre
- The Shakespearewrights
- The Threepenny Opera, producció de l'Off-Broadway distingida
- The Theatre Collection de la New York Public Library, en el seu 25è aniversari, va ser distingida pel seu servei al teatre.

## Múltiples nominacions i premis
Aquestes produccions van rebre multiples nominacions:
- 9 nominacions: Damn Yankees i Pipe Dream
- 5 nominacions: The Chalk Garden, The Diary of Anne Frank, The Lark i Middle of the Night
- 4 nominacions: Bus Stop, Cat on a Hot Tin Roof, Inherit the Wind i Tiger at the Gates
- 3 nominacions: Phoenix '55, The Ponder Heart i The Vamp
- 2 nominacions: The Great Sebastians, A Hatful of Rain, The Matchmaker, No Time for Sergeants, Tamburlaine the Great, The Threepenny Opera i A View from the Bridge

Las següents produccions van rebre múltiples premis:
- 7 guardons: Damn Yankees
- 3 guardons: Inherit the Wind

Nota: The Threepenny Opera també va rebre un Premi Tony Especial